# Dulichiidae
Dulichiidae é uma família de anfípodes pertencentes à ordem Amphipoda.
Géneros:
- Dulichia Krøyer, 1845
- Dulichiopsis Laubitz, 1977
- Dyopedos Spence Bate, 1857
- Metadulichia Ariyama, 2019
- Paradulichia Boeck, 1871
- Paradyopedos Andres & Rauschert, 1990
- Pseudodulichia Rauschert, 1990